# 妹尾韶夫

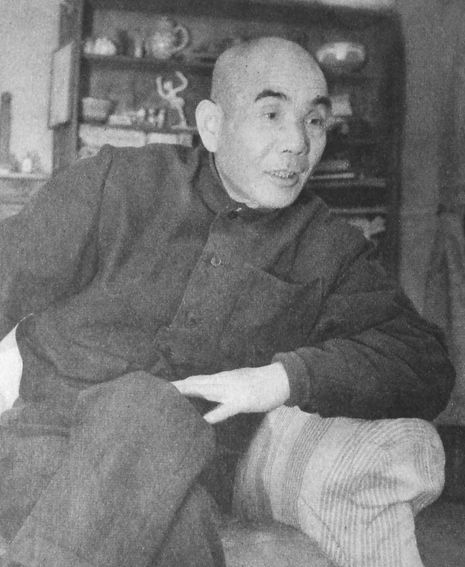
1955年

妹尾 韶夫（せのお あきお、1892年3月4日 ‐ 1962年4月19日）は、日本の翻訳家・探偵小説作家。創作では妹尾アキ夫名義での活動が多い。

## 略歴
岡山県津山市生まれ。早稲田大学英文科卒業後、1922年（大正11年）頃から雑誌『新青年』等で英米中心の探偵小説の翻訳を手がける。ステイシー・オーモニア、L.J.ビーストン、R.A.フリーマン、ハリス・バーランド、ブリットン・オースティン、アガサ・クリスティーの短編が特に多かった。1925年（大正14年）以降はアキ夫名義で創作も手がけ、30作から40作ほどの短編を発表している。
また、『新青年』で月評を担当していた胡鉄梅、『宝石』で月評を担当していた小原俊一は、共に妹尾の変名だといわれている。
1962年（昭和37年）、脳溢血のため神奈川県川崎市で死去。70歳。

## 代表作（創作）
- 「人肉の腸詰」 （『新青年』1927年9月号）
- 「凍るアラベスク」 （『新青年』1928年1月号）
- 「恋人を食ふ 」（『新青年』1928年5月号）
- 「本牧のヴィナス」 （『新青年』1929年2月号）
- 「深夜の音楽葬」 （『新青年』1936年7月号）

## 翻訳
- 『青色ダイア 怪奇探偵』（オースティン・フリーマン、博文館、探偵傑作叢書） 1923年
- 『暗い廊下』（ステエシ・オウモニヤ、聚英閣、探偵名作叢書） 1926年
- 『赤色館の秘密』（アラン・アレグザンダー・ミルン、柳香書院、世界探偵名作全集） 1935
- 『世界の終り』（コーナン・ドイル、春秋社） 1937年
- 『灰色の幻』（ハーマン・ランドン、博文館文庫） 1940年
- 『青春の氷河』（ミュラー、訳編、朋文堂） 1942年
- 『ちべつと紀行』（マクガヴァン、西東社） 1943年
- 『アマゾンと古代インカ』（ウィリアム・マクガヴァン、博文館） 1943年
- 『リュブルック東遊記』（リュブルック, カルピニ、文松堂書店） 1944年7月
- 『第四の郵便屋』（クレーグ・ライス、新樹社、ぶらっく選書） 1950年
- 『災厄の町』（エラリー・クイーン、新樹社、ぶらっく選書） 1950年
- 『曲つた蝶番』（ジョン・ディクスン・カー、雄鶏社、おんどり・みすてりい） 1951年
- 『矢の家』（E・A・メースン、早川書房） 1953年
- 『蝋人形館の殺人』（ディクスン・カー、早川書房、世界探偵小説全集） 1954年
- 『ビッグ・ボウの殺人』（イスラエル・ザングイル、早川書房、世界探偵小説全集） 1954年
- 『ホロー館の殺人』（アガサ・クリスティー、早川書房、世界探偵小説全集） 1954年
- 『ヘルクレスの冒険』（アガサ・クリスティー、早川書房、世界探偵小説全集） 1955年
- 『死への旅』（アガサ・クリスティー、早川書房、、世界探偵小説全集） 1955年
- 『睡眠口座』（コーネル・ウールリッチ、早川書房、世界探偵小説全集） 1956年
- 『レスター・リースの冒険』（E・S・ガードナー、早川書房、世界探偵小説全集） 1956年
- 『なげやりな人魚』（E・S・ガードナー、早川書房、世界探偵小説全集） 1956年
- 『Yの悲劇』（バーナビー・ロス、東京創元社、世界推理小説全集） 1956年
- 『フォックス家の殺人』（エラリイ・クイーン、早川書房、世界探偵小説全集） 1957年
- 『用心ぶかい浮気女』（E・S・ガードナー、早川書房、世界探偵小説全集） 1957年
- 『製材所の秘密』（フリーマン・W・クロフツ、六興・出版部、名作推理小説選） 1957年
- 『運のいい敗北者』（E・S・ガードナー、早川書房、世界探偵小説全集） 1957年
- 『ソーンダイク博士』（オースチン・フリーマン、東京創元社、世界推理小説全集） 1957年
- 『暗い階段』（M・G・エバハート、六興出版部、六興推理小説選書） 1958年
- 『剣の八』（ジョン・ディクスン・カー、早川書房、世界探偵小説全集） 1958年
- 『ザイルの三人 海外山岳小説短篇集』（朋文堂） 1959年
- 「撓ゆまぬ母」（ステーシー・オーモニア、立風書房、『新青年傑作選 4 - 翻訳編』） 1970年